# Trinacia
Trinacia (en griego antiguo: Θρινακία Thrinakíā Thrinakia; más tarde identificada con Trinacria), la Isla de Helios, según se menciona en el Libro XII de la Odisea de Homero, es la isla donde Helios guardaba su ganado, bajo el cuidado de sus hijas, Faetusa y Lampetia. En la Antigüedad, era comúnmente aceptado que Trinacria era el antiguo nombre de Sicilia y que el nombre hacía referencia a las tres puntas de la isla.
En el libro XII de la Odisea, Odiseo y su tripulación llegan a Trinacia cuando volvían de Eea. Odiseo había sido advertido tanto por Circe como por el fantasma de Tiresias para que evitase Trinacia, pero sus hombres le rogaron que les dejase parar y descansar. Odiseo aceptó con reservas, haciéndoles prestar el juramento de que no tocarían el ganado de la isla. Sin embargo, durante el siguiente mes soplaron continuamente vientos desfavorables, el euro o el noto (vv. 325-326), lo que les impidió abandonar la isla. Cuando Odiseo fue a rezar pidiendo un regreso seguro a Ítaca, su tripulación, temiendo morir de hambre, sacrificó y comió parte del ganado de Helios. Como castigo, cuando finalmente pudieron marcharse de la isla, Zeus lanzó un rayo al barco, privando de la vuelta a todos los hombres salvo a Odiseo.